# Deborah Cheetham
Deborah Joy Cheetham (Nowra, Australia, 24 de noviembre de 1964) es una artista, compositora, cantante soprano, actriz, y dramaturga aborigen australiana.
Pertenece a la nación turrbal-gubbi y de bebé, fue sometida, y secuestrada de su familia por el Estado australiano, junto a misioneros cristianos. Aunque, resiliente hoy, fue robada de su madre cuando tenía tres semanas de edad. y fue criada por una familia bautista blanca. Jimmy Little (1937-2012) era su tío.
Deborah se graduó por el Conservatorio de Música de Sídney con un licenciatura en Educación Musical.
En 1997, escribió la autobiografía White Baptist Abba Fan que habla de sus experiencias de hacer conocer su orientación sexual e identidad racial, al tratar de reunirse con su familia originaria. White Baptist Abba Fan ha viajado internacionalmente.
Como soprano, ha actuado en Francia, Alemania, Suiza, el Reino Unido y Nueva Zelanda. Cantó en las ceremonias de apertura de los Juegos Olímpicos de Sídney 2000 y en la Copa Mundial de Rugby de 2003.
En octubre de 2010, la ópera de Cheetham Pecan Summer, basada en el  Cummeragunja walk-off 1939, abierto en  Mooroopna. Escribió, compuso e interpretó en la producción de la Compañía de Ópera Short Black
En la Lista de Honor del Cumpleaños de la Reina, Australia, 2014, fue nombrada Oficial de la Orden de Australia (AO), por "servicios distinguidos a las artes escénicas así como cantante de ópera, compositora y directora artística, y al desarrollo de artistas indígenas, y a la innovación en performances".
Deborah ha abogado por  reescribir, la letra del himno nacional "Advance Australia Fair".